# Granada (Maxcanú)
Granada es una localidad del municipio de Maxcanú en Yucatán, México.

## Localización
La población de Granada se encuentra al oeste de Maxcanú.

## Datos históricos
- En 1980 cambia de nombre de Granada a Santa María Chicán.
- En 1990 cambia de nombre  a Santa María Chicán Granada.
- En 1995 cambia de nombre a Granada.

## Importancia histórica
Tuvo su esplendor durante la época del auge henequenero y emitió fichas de hacienda las cuales por su diseño son de interés para los numismáticos. Dichas fichas acreditan la hacienda como propiedad de un tal "A.M.G." en 1866.

## Demografía
Según el censo de 2005 realizado por el INEGI, la población de la localidad era de 427 habitantes, de los cuales 222 eran hombres y 205 eran mujeres.
| 153                         | 283 | 175 | 113 | 144 | 173 | 182 | 193 | 219 | 326 | 343 | 363 | 427 |
| (Fuente: INEGI [Consultar]) |     |     |     |     |     |     |     |     |     |     |     |     |